# Le Palais aux rochers de fenêtres
Le Palais aux Rochers de Fenêtres est un tableau de 1942 du peintre surréaliste français Yves Tanguy,. Il est conservé au musée national d'Art moderne à Paris.

## Description
Le titre du tableau vient de l'influence des montagnes de l'Atlas dans l'œuvre de Tanguy, qu'il qualifiait de « châteaux ». La toile a été décrite comme représentant un paysage lunaire désolé qui montre « un monde qui semble seulement réel mais qui apparaît comme une cohérence de faits assemblés avec une nécessité inébranlable… et qui réalise une sorte de monde vécu avec des expériences corrélatives » des objets qui semblent réels (comparables à un trompe-l'œil) alors qu'ils ne peuvent jamais être trouvés dans le monde réel (contrairement à un trompe-l'œil).

## Influence
L'écrivain et conservateur de galerie Mike Evans a qualifié Le Palais aux rochers de fenêtres de tableau le plus célèbre de Tanguy. Le tableau a été utilisé par Penguin Books pour la couverture de poche de 1965 du roman post-apocalyptique de J.G. Ballard, Le Monde englouti,,.